# Пацула Йосип Михайлович
Йо́сип Миха́йлович Пацу́ла (24 січня 1935, Перемишль — 24 грудня 2004) — педагог, науковець, історик, громадський діяч. Кандидат педагогічних наук. Професор. Член правління обласного об'єднання ВУТ «Просвіта» ім. Т. Г. Шевченка, перший голова Конгресу української інтелігенції Рівненщини. Дослідник-пошуковець малої історії, репресованих, розстріляних краян.

## Біографічні відомості
Народився в Перемишлі (Польща) в українській робітничій родині Михайла Пацули та Ганни Балух. У 1941 році пішов до народної школи оо. Василіан, єдиної в Засянні української школи. 2 травня 1945 року в числі майже півмільйона так званих закерзонних українців разом із батьками був переселений до Радянської України, де, після поневірянь по різних селах та містечках, сім'я осіла в Городку, що на Львівщині. Тут успішно закінчив середню школу № 2, а 1951 року вступив на факультет іноземної філології Львівського університету. Серед педагогів були такі відомі величини, як професор Михайло Рудницький, Тарас Франко, Іван Крип'якевич, Богдан Задорожний. В 1956 році закінчив університет спеціальністю «англійська філологія». 8 років працював вчителем сільської школи на Львівщині (Підкамінь, Стоянів) та Хмельниччині (Деражня).
В 1956 році одружився зі студенткою того ж університету — Лісниченко Ларисою, уродженкою с. Сутиски, що на Вінниччині. Мав двох дітей — дочку Ольгу та сина Юрія..
Деякий час був на комсомольській роботі та референтом товариства «Знання» на Хмельниччині. З 1966 року працює у вищій школі — викладачем, доцентом, професором. В 1976 році в Києві захистив кандидатську дисертацію в галузі теорії та історії педагогіки. Чверть століття керував кафедрою іноземних мов у Хмельницькому технологічному інституті, а згодом в Українському інституті інженерів водного господарства в Рівному.
Був професором Рівненського інституту слов'янознавства. Останні роки життя — робота в Рівненському державному гуманітарному університеті.
Впродовж семи років поєднував роботу у вузі з викладанням курсів англійської мови та психології для семінаристів Рівненської духовної семінарії.
Володів п'ятьма мовами — українською, російською, англійською, німецькою, польською.

## Наукова діяльність
Й. Пацула — автор підручників для студентів і викладачів вищих навчальних закладів, публіцист, кандидат педагогічних наук. Автор зверх 200 наукових праць і публікацій в галузях філології, педагогіки, історії, та релігієзнавства.

## Громадська діяльність
Член правління обласного об'єднання ВУТ «Просвіта» ім. Т. Г. Шевченка. Один із засновників Конгресу української інтелігенції, член його центральної ради та перший голова Рівненської обласної громади КУІн.
Публікації Й. Пацули присвячувались висвітленню героїчних, малодосліджених, або й викривлених радянською історіографією сторінок діяльності УПА (особливо в газеті «Волинь», «Сім днів» та інших), виступи на наукових конференціях та мітингах біля меморіалів, могил загиблих вояків УПА; розстріляних енкаведистами інтелігентів та священиків у тюрмах Рівного, Дубна, Луцька та ін.
Взяв участь як експерт з історії при створенні документального фільму «Остарбайтери» (автори Сергій Братішко та Віталій Загоруйко).
|  | Чи не першим на Рівненщині Пацула заговорив про наслідки терактів співробітника НКГБ, терориста Миколи Кузнєцова для жителів Волині, мав відношення до розвінчання культу цього «героя». До речі, виступав в ролі громадського захисника хлопців на суді у Сарнах, яким інкримінували знесення пам'ятника цьому катові українського народу у с. Кузьмівка. |

## Публікації
За життя не було видано жодної книги. Посмертно:
- Волинь — мій біль, моя надія / Й. Пацула.— Рівне: Азалія, 2005.— 224 с.

та
- «Рівненський мартиролог сорок третього»
- Рівненський мартиролог сорок четвертого: документи та спогади.— Рівне: Азалія, 1998.— 95 с.
- Повстанський рух отамана Тараса Бульби-Боровця: дослідження, спогади, документи / упоряд. Й. М. Пацула, Є. І. Шморгун; ред. П. Велесик [та ін.].— Рівне: Азалія, 1998.— 184 с. (Реабілітовані історією). ISBN 966-7518-12-4

## Публікації в часописі «Волинь»
- Там теж були наші українці (Червень 1944 року увійшов в історію Другої світової війни як не менш знаменна подія, ніж битва під Сталінградом, визволення Італії, вигнання нацистів з Африки, нарешті штурм і взяття Берліна)
- Хто і якої перемоги прагнув у Другій світовій війні, або яким хотіли бачити «другий фронт» воїни УПА
- Чи могло бути інакше? (або яких воєнно-політичних дій чекали українські повстанці від англо-американських союзників у кінці Другої світової війни)
- Зрадники, патріоти, найманці, чи..? (за що понад мільйон росіян воювали в рядах гітлерівських збройних сил?[2].— Складається з вступної частини[3] та чотирьох окремих розділів:

- Отже колаборанти. Хто вони? Скільки їх було?
- Ворог мого ворога — мій союзник. Ч.1
- Ворог мого ворога — мій союзник. Генерал А.Власов і Власівці Ч.2
- Козаки, козаки…

- Волинські донеччани. Хто вони?
- Рівненські євреї: сторінки долі
- Остарбайтер…Оргнабір… А тепер?
- Що далі?, або яким ми бачимо розвиток українсько-польських стосунків у найближчі роки?
- Ганс Кох. Епізод партизанської дипломатії отамана.
- З москалями дружи, а камінь за пазухою держи!
- Тернистий шлях служіння Богові та Україні
- Генерал Андрій Власов і українці, або, чому українці не підтримали його рух?
- Пішли «визволителі» — прийшли «рятівники»
- About Myself (Про себе-дитинство і молодість), автобіографія
- Традиції чи антитрадиції?
- Хто вони, ці нові емігранти до Канади?
- На захист трьох козаків Волинської Січі, звинувачених у знищенні пам'ятника М. Кузнєцову у селі Кузьмівка
- День перемоги чи день скорботи?
- Провокації терориста Кузнєцова
- Волиняки на Гринвічі